# Neoplasi
Neoplasi är en autonom, irreversibel, tumörartad nytillväxt av celler utan fysiologisk funktion. En neoplasi är således en grupp av celler som förlorat sin normala tillväxtreglering, orsaken kan vara en mutation i arvsmassan orsakad av virusinfektion, elektromagnetisk strålning med kort våglängd (till exempel gammastrålning) eller kemikalier.
Neoplasier brukar delas in i
- benigna (godartade)
- maligna (elakartade)

Begreppet neoplasi används ofta synonymt med malign tumör (cancer) i medicinsk litteratur, även om en neoplasi inte behöver vara elakartad.